# Bickenbach (Rhénanie-Palatinat)
Pour les articles homonymes, voir Bickenbach.
Bickenbach est une municipalité du Verbandsgemeinde Emmelshausen, dans l'arrondissement de Rhin-Hunsrück, en Rhénanie-Palatinat, dans l'ouest de l'Allemagne.